# Antonio Segura Robaina
Antonio Segura Robaina (Las Palmas de Gran Canaria, 30 de novembre de 1975) és un exfutbolista canari, que jugà de migcampista.

## Trajectòria esportiva
Robaina es va destapar com una de les promeses més fortes del futbol espanyol d'inicis de la dècada dels 90. Assidu a les seleccions inferiors estatals, la temporada 91/92 ja debutava amb el primer equip de la UD Las Palmas, on va estar quatre anys en la Segona B.
L'estiu de 1995 fitxa per l'altre gran del futbol canari, el CD Tenerife. Eixa 95/96 els tinefenys realitzen una temporada històrica i queden cinquens, amb Robaina present en 39 partits, a més d'un gol. També va jugar la Copa de la UEFA a l'any següent, en un dels moments daurats del club. El gran canari oscil·lava entre la titularitat i la suplència, però en els tres anys i mig a l'equip, va disputar prop d'un centenar de partits.
A la segona meitat de la temporada 98/99 és cedit a la UD Las Palmas, on marca un gol en 17 partits. I com no hi trobava lloc al Tenerife, per la temporada 99/00 recala a l'Sporting de Lisboa portugués. Però a l'equip capitalí, que guanyà la lliga, tan sols apareix en 13 minuts, repartits en tres partits. El Tenerife el tornaria a cedir a la Universidad de Las Palmas CF, de Segona Divisió, tot jugant 26 partits.
A partir d'ací Robaina ha militat en un bon nombre d'equips de la Segona B i Tercera, com l'AD Ceuta (01/02), Pájara Playas (02/04), Guijuelo (04/05), Castillo (05/06) i Villa Santa Brígida (06).